# Margareta Gustafsson
Helga Elina Margareta Gustafsson, född 14 december 1899 i Karlskrona, Blekinge, död 24 april 1988 i Torhamn, Blekinge, var en svensk skulptör.
Hon var dotter till metalltryckaren Ernst Åberg och Hilda Elina Andersdotter och från 1924 gift med Ivar Gustafsson. Hon studerade först vid Tekniska skolan i Karlskrona och därefter vid Högre konstindustriella skolan i Stockholm. Hon ställde ut ett flertal gånger tillsammans med sin man och med olika konstföreningar. Hennes konst består av mindre figurer och porträttbyster. 